# Nu em pé - Elvira
Nu em pé - Elvira é uma das mais célebres pinturas de Amedeo Modigliani. Realizada a óleo sobre tela em 1918, integra a colecção do Kunstmuseum, em Berna, Suíça.
A pintura é talvez a mais célebre de uma série de nus inspirados em Olympia de Manet e nas suas antecessoras renascentistas, Vénus dormindo, de Giorgione, e A Vénus de Urbino, de Ticiano. De uma fase particularmente escura, cujo exercício cromático se baseia profundamente na tela de Manet, esta pintura é a mais luminosa e clara.
Nesta série de pinturas que Modigliani concebeu no final da sua vida, as modelos nuas deixam de ser somente mulheres e modelos e assumiam uma aparência vulgar e provocatória e uma sensualidade turbulenta, um pouco baseada nas fotografias eróticas, na época, muito em voga. Nesta tela, o artista vai além disso. A modelo encarna uma expressão facial impávida, imóvel, quase inexistente, reforçada pelos olhar, cujo castanho cria um vazio na tela. Modigliani realça apenas a carnalidade e instiga o instinto masculino no quadro em que é o corpo da mulher o que interessa, remetendo o seu rosto e a sua serena expressão facial para segundo plano.
Outro subtil pormenor constante em quase todas as telas deste período é que, contrastando premeditadamente com a carnalidade da figura humana, as modelos assumem uma pose quase escultórica. Neste quadro a representação frontal da modelo e a sua postura erecta realçam esse valor escultórico.
Pintado no sul da França, este quadro é o culminar da estilização da figura humana na obra de Amedeo Modigliani. A modelo assume somente uma mera existência, uma falta de luz a que é dada perpetuidade através da pintura.